# Никольское (посёлок, Костромской район)
Нико́льское — посёлок в Костромском районе Костромской области. Административный центр Никольского сельского поселения.

## География
Расположен на реке Сеньдеге в 12 км от центра Костромы по галичской трассе.

## История
Никольское имело и другое название — Фефилово и принадлежало Е.А.Жадовской. Рядом погост Введенский с церковью Введения, на кладбище которой упокоились многие помещики, владевшие близлежащими деревнями. На нескольких плитах фамилии Корниловых. П.П.Корнилов — сын героя Отечественной войны 1812г. П.Я.Корнилова, который погиб под Журшей на Дунае и похоронен в Бухаресте.
Из письма в Троицкую церковь села Костенево часть села, прилегающего к психиатрической больницы, именуется, как колония "Никольское" в ноябре 1918г. При психиатрической больницы есть часовня и церковь Пантелеимона Целителя.

## Население
| 2002 | 2008  | 2010  | 2014  | 2021  |
| ---- | ----- | ----- | ----- | ----- |
| 5019 | ↗5245 | ↘3850 | ↗3960 | ↗4013 |

## Инфраструктура
Известен в области психиатрической больницей. Также в посёлке находится средняя общеобразовательная школа, школа-интернат, музыкальная школа.

## Известные уроженцы
- Ярцев, Георгий Александрович (1948—2022) — советский футболист, нападающий; советский и российский футбольный тренер. Мастер спорта СССР, заслуженный тренер России.